# Li Wenliang
Li Wenliang (李文亮; Beizhen, 12 ottobre 1985 – Wuhan, 7 febbraio 2020) è stato un oculista cinese della città di Wuhan. Divenne noto perché riconobbe i pericoli della polmonite da COVID-19 causata dalla nuova variante del coronavirus SARS-CoV-2 nel 2019 e avvertì i suoi colleghi medici il 30 dicembre 2019. Fu rimproverato dalle autorità cinesi per aver “diffuso voci”. Li contrasse la polmonite nel gennaio 2020 e morì all'età di 34 anni..

## Biografia
Oculista all'ospedale centrale di Wuhan, fu uno dei primi medici a riconoscere la pericolosità della polmonite di Wuhan, lanciando l'allarme sul virus il 30 dicembre 2019. Li era giunto in possesso del rapporto scritto da Ai Fen, direttrice del pronto soccorso dell'ospedale centrale di Wuhan, che si era allarmata dopo aver ricevuto i risultati di laboratorio di una paziente che aveva esaminato e che presentava sintomi di un'influenza resistente ai metodi di trattamento convenzionali. Il rapporto conteneva la frase "SARS coronavirus" e Ai Fen ne cerchiò la parola "SARS" e ne inviò la foto a un medico in un altro ospedale di Wuhan, da cui il rapporto si diffuse in tutti i circoli medici della città, donde raggiunse Li.

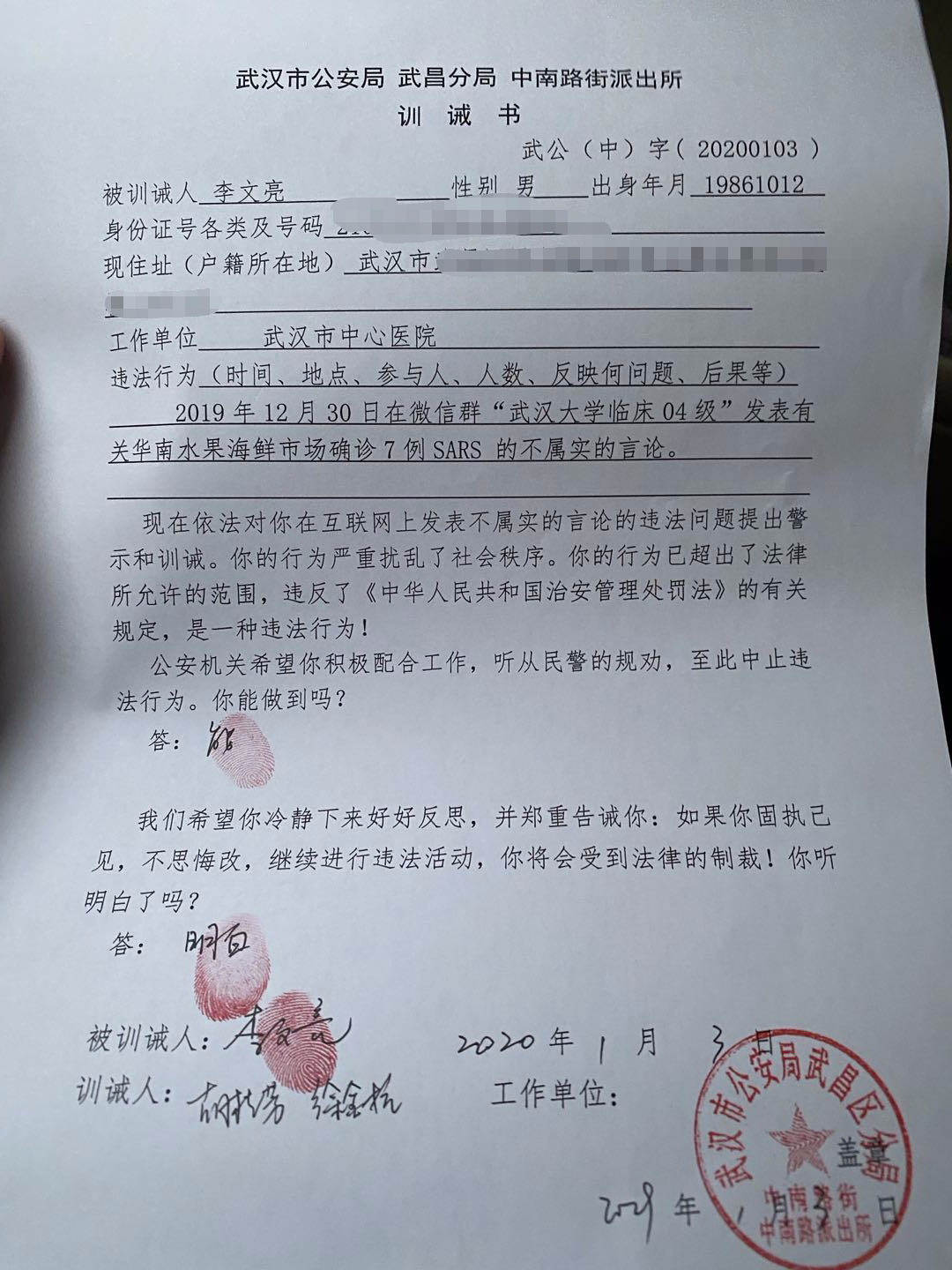
L'ammonizione a Li Wenliang, rilasciata dalla Polizia municipale di Wuhan

Li, alle 17:43 scrisse, in un gruppo privato WeChat dei suoi compagni di scuola di medicina: "7 casi confermati di SARS sono stati segnalati [in ospedale] dal mercato del pesce di Huanan", allegando anche il rapporto di esame del paziente e l'immagine di scansione TC. Alle 18:42, aggiunse la frase: "secondo le ultime notizie, è stato confermato che si tratta di infezioni da coronavirus". L'esistenza del blog personale di Li, nel quale documentava queste scoperte, fu poi riferita il 1º febbraio 2020 dal quotidiano italiano La Stampa.
Il 3 gennaio 2020, la polizia di Wuhan lo convocò, ammonendolo quindi per "aver fatto commenti falsi su internet". Li fu poi costretto a scrivere di suo pugno una lettera di scuse in cui tornava sui suoi passi negando l'esistenza del virus. In seguito, egli ebbe il coraggio di pubblicare sul social Weibo una foto della lettera. Subito dopo Li tornò al lavoro in ospedale ma contrasse il virus da un paziente infetto. Cominciò ad avere tosse il 10 gennaio. L’11 aveva febbre e il 12 è stato ricoverato; proprio in quel periodo, il governo cinese negava la trasmissione da uomo a uomo e assicurava la sicurezza di medici e infermieri. Dopo una settimana dal ricovero Li Wenliang cadde in una grave depressione, come conseguenza del fatto che gli era concesso comunicare con i suoi familiari solo attraverso chat e video.
In questo periodo di tempo Li rilasciò molte interviste anonime.
Dopo essere stato trasferito in terapia intensiva, Li fa un primo test dell’acido nucleico, del quale non ha mai avuto i risultati. In seguito alla terapia ne fa un altro: negativo. Il 1º febbraio gli arrivano i risultati di un terzo test dal quale risulta positivo.
Alcuni giornali e media cinesi, come il Global Times e il The People’s Daily, riportarono la sua morte il 6 febbraio 2020 alle 21.30 ora locale. Il Global Times ha in seguito affermato che il dottore era ancora in vita, ma in condizioni critiche.
Morì per le complicazioni dell'infezione il 7 febbraio 2020 all'età di 34 anni. Dopo il suo decesso, il governo cinese ha dichiarato di aver aperto un'inchiesta sull'accaduto. La moglie di Li Wenliang era incinta del loro secondo figlio.
Secondo un'inchiesta che il New York Times ha pubblicato nell'ottobre 2022, basata sull'intervista ad un collega dell'ospedale di Wuhan, le condizioni cliniche nella mattina del 6 febbraio richiedevano che Li Wenliang venisse sottoposto a intubazione tracheale, e non è chiaro il motivo per cui ciò non sia stato fatto; dopo che il cuore ha smesso di battere, la sera del 6 febbraio, la direzione dell'ospedale ha invitato i medici della terapia intensiva a praticare l'ossigenazione extracorporea sul paziente, affinché l'opinione pubblica vedesse che era stato fatto ogni sforzo per salvarlo.

### Reazioni alla morte
La morte di Li Wenliang ha suscitato dolore nell'opinione pubblica cinese, e indignazione per il trattamento repressivo che egli aveva subito a causa del suo impegno. 
Il Global Times, il media statale cinese in lingua inglese, ha riportato per primo la storia del medico e ha aperto una discussione nei social media su WeiBo; nelle prime ore seguenti al decesso, la morte di Li Wenliang è diventata rapidamente la notizia più discussa sui social network. Gli argomenti principali dei milioni di post erano “Li Wenliang” e “Il governo di Wuhan deve ancora delle scuse”.
Sempre all’interno del social media “Weibo”, la comunità cinese, anche se in questo insieme vengono compresi solamente tutti coloro che abitano in aree urbane o che hanno uno smartphone, si è unita per protestare contro la censura e per chiedere la libertà di parola sotto l’hashtag “#vogliolalibertàdiparola”. L’hashtag, dopo aver raccolto milioni di visualizzazioni in poche ore, è letteralmente scomparso dal social, oscurato dal sistema di censura di massa dei media cinesi, il cosiddetto “Great Firewall”.
Dopo la morte del medico cinese, molti accademici di tutta la Cina hanno firmato lettere aperte rivolte al governo Cinese. In una lettera si legge che «Per trent'anni i cinesi sono stati costretti a rinunciare alla loro libertà in cambio di sicurezza, e ora cadono in preda a una crisi di salute pubblica e sono meno sicuri che mai». Dieci professori hanno firmato una lettera chiedendo al governo di far rispettare gli articoli 35 e 51 sulla libertà di parola nella Costituzione della Repubblica popolare Cinese. Le informazioni diffuse da Li sui social cinesi erano state infatti censurate proprio dalla polizia cinese in quanto ritenute “false” e lesive della sicurezza nazionale.
La morte del medico ha suscitato forti reazioni anche all'estero. Un'iniziativa è stata presa dalla scrittrice Francesca Cavallo, che nel novembre 2020 ha scritto e pubblicato un libro di storie per bambini intitolato Doctor Li and the Crown-wearing Virus. Durante un'intervista alla CNN ha dichiarato di aver scritto il libro per aiutare le famiglie a far capire ai bambini cosa stesse accadendo nel periodo di quarantena durante la pandemia.

### Riabilitazione da parte del governo cinese
Dopo la denuncia che ricevette Li da parte della polizia di Wuhan il governo cinese decise di revocare la precedente decisione scusandosi con la famiglia del medico e contribuendo finanziariamente al funerale di Li e risarcendo i suoi infortuni sul lavoro.
Nell’aprile 2020, quasi due mesi dopo la sua dipartita, Li Wenliang venne nominato "martire", la massima onorificenza con cui il Partito Comunista Cinese può insignire un cittadino morto servendo la Cina.